# 美深町
美深町（日语：／ Bifuka chō */?）是位於日本北海道上川綜合振興局北部的一個町，天鹽川以南北走向流過町內。境內多數區域為森林，西部為天鹽山區，東部則為北見山區，位於豪雪地帶的範圍內。美深町的主要產業是農業、酪農業和林業。與遠別町同為日本稻作種植地的最北端。
村名源自阿伊努語的「pi-uka」，意思是石頭多的地方。

## 氣候
本地屬於氣溫變化劇烈的大陸型氣候，冬季是日本數一數二的酷寒地帶，一月平均氣溫為-8.6℃。1931年1月27日曾記錄最低溫攝氏零下41.5度。最高氣溫則是2021年7月28日的攝氏36.6度。

## 歷史[4]
- 1857年（安政4年）：松浦武四郎溯天鹽川而上，在上川郡、中川郡地區探險。
- 1901年：中川郡（含下名寄村）從增毛支廳（現在的留萌支廳）改隸屬上川支廳管轄。
- 1906年：改隸屬於上名寄外3村戶長役場（現名寄市）。
- 1907年：從上名寄外3村戶長役場分離獨立；下名寄外1村戶長役場設於美深5線。
- 1911年11月3日：現在的JR宗谷本線延伸至恩根內車站。
- 1915年4月1日：實施二級町村制，下名寄村成為北海道二級村。
- 1920年6月1日：智惠文村（現已併入名寄市）分村，下名寄村同時改名為美深村。
- 1920年10月1日：第一次國勢調查，美深村有2,045戶，10,991人。
- 1923年4月1日：實施一級町村制，改設為美深町。
- 1964年10月5日：國鐵美幸線通車營運。
- 1985年9月17日：美幸線停駛。
- 2010年3月6日：名寄新道（名寄バイパス ）智惠文交流道至美深交流道區間通車。
- 2013年3月30日：美深道路的美深交流道至美深北交流道區間通車，變更為名寄美深道路。

## 交通

### 機場
- 旭川機場（位於東神樂町）

### 鐵路
- 北海道旅客鐵道
  - 宗谷本線：南美深車站 - 美深車站 - 初野車站 - 紋穗內車站 - 恩根內車站 - 豐清水車站
- 過去曾有國鐵美幸線，但已於1985年停駛。

### 道路
| 高速道路 - 名寄美深道路（國道40號） 國道 - 國道40號 - 國道275號 主要道道 - 北海道道49號美深雄武線 - 北海道道118號美深中川線 - 北海道道120號美深中頓別線 | 道道 - 北海道道252號美深名寄線 - 北海道道445號紋穗內停車場線 - 北海道道680號班溪美深停車場線 - 北海道道760號智惠文美深線 |

### 巴士
- 名士巴士
  - 美深巴士站（往仁宇布）
  - 美深站前（往名寄、智惠文方向／往美深溫泉、恩根內方向）

## 觀光景點

### 景點
- 日本國土廳｢水鄉百選｣認可地點之一。
- 森林公園美深島
  - 美深館（迷你水族館）
  - 林業保養中心－美深溫泉
- 美深松山濕原（日本最北的高層濕原）
- 舊國鐵美幸線
  - 美幸之鐘（位於美深車站）

## 教育

### 高等學校
- 道立北海道美深高等學校 （页面存档备份，存于）
- 道立北海道美深高等養護學校

### 中學校
- 美深町立美深中學校

### 小中學校
- 美深町立仁宇布小中學校

### 小學校
| - 美深町立恩根內小學校 | - 美深町立美深小學校 |

## 姊妹市・友好都市

### 日本
- 添田町（福岡縣）：締結於1981年[5]；因美深町內過去的美幸線與添田町內的添田線同樣為過去國鐵轄下鐵路中赤字最多的路線而締結[需要較佳来源]。

### 海外
- 阿什克罗夫特（英语：Ashcroft, British Columbia）（加拿大 英屬哥倫比亞）：締結於1994年7月23日。[6]

## 本地出身之名人
- 石崎隆之：賽馬騎師
- 千秋實：俳優
- 深瀨昌久：攝影師

## 外部連結
- （日語）美深町觀光協會
- （日語）美深町商工會
- （日語）北春香農業協同組合
- （日語）東京美深會 （页面存档备份，存于）
- （日語）美深溫泉
- （日語）道北觀光聯盟
- （日語）北一所推進協議會（美深町、音威子府村、中川町的聯合移民推廣）
- （日語）道路休息站-美深雙子座館